# Залещиці
Залещиці (пол. Zaleszczyce, нім. Stuthof) — село в Польщі, у гміні Грифиці Ґрифицького повіту Західнопоморського воєводства.
Населення — 103 особи (2011).
У 1975-1998 роках село належало до Щецинського воєводства.

## Демографія
Демографічна структура станом на 31 березня 2011 року:
|          | Загалом | Допрацездатний вік | Працездатний вік | Постпрацездатний вік |
| -------- | ------- | ------------------ | ---------------- | -------------------- |
| Чоловіки | 48      | 11                 | 34               | 3                    |
| Жінки    | 55      | 10                 | 37               | 8                    |
| Разом    | 103     | 21                 | 71               | 11                   |